# Курд Юрґенс
Курд Ю́рґенс (нім. Curd Jürgens; 13 грудня 1915, Мюнхен — 18 червня 1982, Відень) — австрійський театральний та кіноактор німецько-французького походження.

## Життєпис
Курд Юрґенс народився в забезпеченій сім'ї. Його батько був комерсантом з Гамбурга, мати французькою вчителькою. В юнацькі роки працював репортером, одночасно навчався як майбутній актор у школі Віллі Форста при кіностудії УФА. З 1934 року працював у німецьких та австрійських театрах.
Дебютував в кіно у 1935 році, зігравши роль кайзера Франца Йосифа Австрійського у фільмі Герберта Мейча «Імператорський вальс». Після свого дебюту в кіно продовжував грати в театрах Берліна та Відня.
У 1944 році Курда Юрґенса було відправлено за «політичну неблагонадійність» до трудового концтабору в Угорщині, звідки він утік через три тижні. Після війни отримав австрійське громадянство.
Популярність Юрґенсу принесла головна роль у фільмі Гельмута Койтнера «Генерал диявола» (1955), завдяки якій він був визнаний найкращим актором на Венеційському кінофестивалі у 1955 році. За цим фільмом пішов ряд цікавих пропозицій ролей з Франції та Голлівуду. З початку 70-х років знімався переважно в розважальному і комерційному американському та європейському кіно, зігравши понад 100 ролей у фільмах та телесеріалах. Як режисер поставив п'ять фільмів за власними сценаріями.
Помер у Відні 18 червня 1982 року від серцевого нападу, ще до закінчення фільму «Тегеран-43», у якому він в цей час знімався. Похований на Центральному цвинтарі Відня.

## Особисте життя
Був п'ять разів одружений.
Жив у Франції, але часто повертався до Відня, щоб виступати на сцені. Він помер там від серцевого нападу 18 червня 1982 року. Кілька років тому він переніс серцевий напад. Під час цього він мав передсмертний досвід, коли він стверджував, що помер і потрапив до пекла. Юргенс був похований на Центральному кладовищі Відня.
Його зріст становив 1,92 метри (6 футів 4 дюйми). Бріжит Бардо прозвала його «нормандською шафою» під час їхньої роботи для Et Dieu… créa la femme.
Влітку 1957 року у Юргенса був короткий, але насичений роман з актрисою Ромі Шнайдер.

## Обрана фільмографія
| Рік  | Назва українською                | Оригінальна назва              | Роль                     |
| ---- | -------------------------------- | ------------------------------ | ------------------------ |
| 1935 | Імператорський вальс             | Königswalzer                   |                          |
| 1940 | Оперета                          | Operette                       |                          |

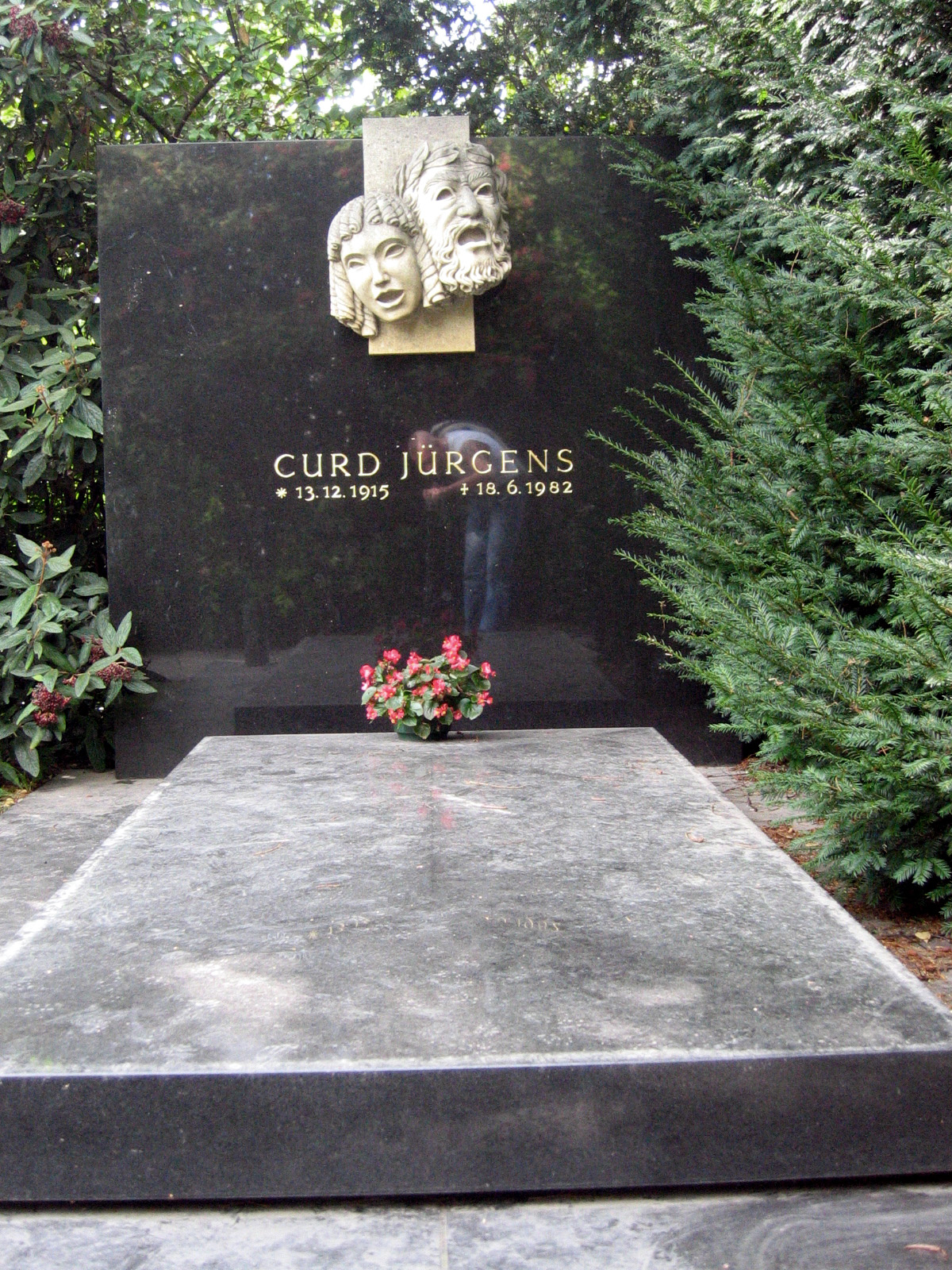
Могила Курта Юрґенса на Центральному цвинтарі у Відні

| 1942 | Моцарт                           | Wen die Götter lieben          | імператор Франц Йосиф II |
| 1949 | Віденські дівчата                | Венские девушки                | Граф Лехенберг           |
| 1955 | Генерал диявола                  | Des Teufels General            | Гаррі Харрас             |
| 1955 | Пацюки                           | Die Ratten                     | Бруно Мехелке            |
| 1956 | І Бог створив жінку              | Et Dieu… créa la femme         | Ерік Каррадін            |
| 1957 | Шпигуни                          | Les Espions                    | Алекс                    |
| 1959 | Пором у Гонконг                  | Ferry to Hong Kong             | Марк Бертран Конрад      |
| 1960 | Вернер фон Браун                 | Wernher von Braun              | Вернер фон Браун         |
| 1961 | Тріумф Михайла Строгов           | Le triomphe de Michel Strogoff | Михайло Строгов          |
| 1961 | Тригрошова опера                 | Die Dreigroschenoper           | Мекхіт — «Меккі-ніж»     |
| 1962 | Найдовший день                   | The Longest Day                | Гюнтер Блюментрітт       |
| 1963 | Замок у Швеції                   | Chateau En Suede               |                          |
| 1965 | Вінок з маргариток               | Das Liebeskarussell            |                          |
| 1969 | Битва на Неретві                 | Битка на Неретви               | генерал Лорінг           |
| 1969 | Битва за Британію                | Battle of Britain              | барон фон Ріхтер         |
| 1970 | Вальс Мефістофеля                | The Mephisto Waltz             |                          |
| 1973 | Байки зі склепу                  | The Vault of Horror            |                          |
| 1974 | Жорстокі битви на м'яких ліжках  | Soft Bed Hard Battles          |                          |
| 1977 | Шпигун, який мене кохав          | The Spy Who Loved Me           | Карл Стромберг           |
| 1978 | Прекрасний жиголо, бідний жиголо | Schöner Gigolo, armer Gigolo   |                          |
| 1980 | Тегеран-43                       | Teheran-43                     | адвокат Легрен           |